# 蓮田サービスエリア
蓮田サービスエリア（はすだサービスエリア）は、下り線が埼玉県蓮田市黒浜に、上り線が同市川島にある東北自動車道のサービスエリア。蓮田スマートインターチェンジを併設する。

## 概要
東京方面からの最初の休憩所であり、駐車場の狭さとあいまって常時混雑が激しいサービスエリアのひとつ。このため、上り線施設は東京方面に移転し2019年7月に「Pasar蓮田」としてオープンした。下り線施設は旧上り線施設を含めて拡張工事の着手が予定されている（2024年10月工事契約、2026年4月完成予定）。
下り線でスマートインターチェンジ流出の際はサービスエリアの利用はできない。上り線はスマートインターチェンジ流出の際はガソリンスタンド以外の施設が、スマートインターチェンジ流入の際はガソリンスタンドのみそれぞれ利用できる構造となっている。

### 上り線SA移転
蓮田市黒浜にあった蓮田SAの駐車場の収容能力は上下線を合わせて約400台と他の東京近郊のサービスエリアに比べて狭く、駐車場は慢性的に満車状態であった。そのため、そこから南に2.5 kmの蓮田市川島に上り線専用の新しいSAの建設工事が2015年2月より始まり、2019年7月29日にオープンした。旧上り線SAと比べて駐車台数が約3倍、商業施設の規模が約2倍と大きく拡張し、NEXCO東日本最大級の施設となった。上り線SAには一般道側に93台の駐車場があり、さらに蓮田駅からのシャトルバスも運行されている。なお、この時点ではスマートICは移転しなかった。

### 下り線SA拡張
蓮田市黒浜にあった上下線の蓮田SAは下り線専用となり、今後旧上り線と下り線それぞれの施設間を2本の橋で連結する予定となっている。

## 施設

### 上り線（東京方面）
出典：
- 管理：ネクセリア東日本
- 運営：Pasar蓮田マネジメントオフィス
- 駐車場
  - 大型車 127台
  - 小型車 352台
  - トレーラー 5台
  - バス 8台

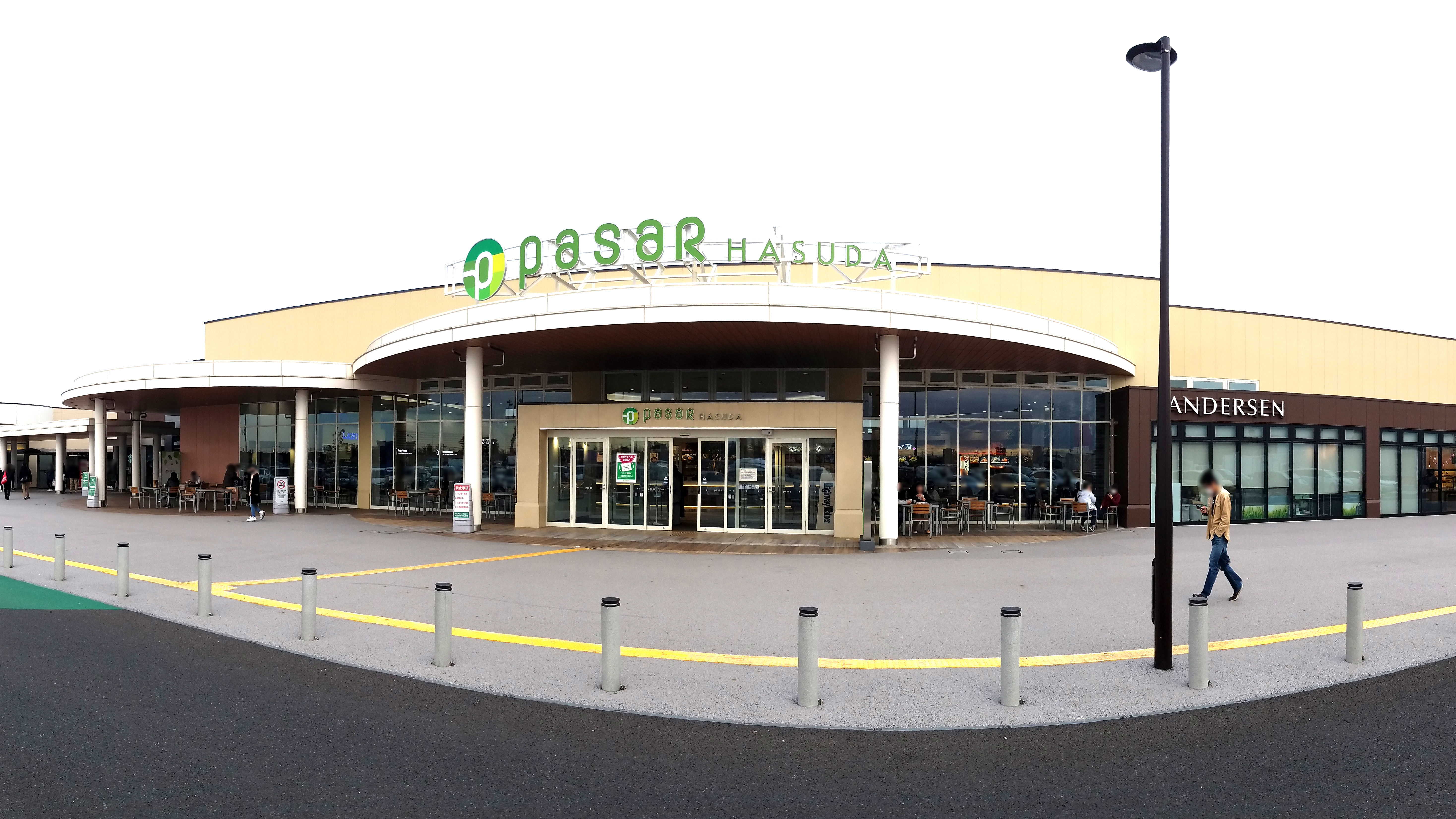
パサール蓮田上り線（2020年11月）

  - 身障者用 7台（小型車 6台、大型車 1台）
  - 一般道側からの利用 92（うち身障者用 3台）
- トイレ
  - 男性 大25（和式0・洋式25）・小32
  - 女性 99（和式2・洋式97）
  - 多機能トイレ 4
  - 子供トイレ 2
- 商業施設（Pasar（パサール）蓮田）
  - カフェ「スターバックスコーヒー」
  - コンビニエンスストア「ローソン」
  - フードコート
    - そば・うどん「翁の郷」
    - 定食「ひのでや食堂」
    - 丼「伝説のすた丼屋」
    - ラーメン「せたが屋」
    - 朝鮮料理「韓美膳」
    - 鶏料理「鶏三和」[7]

  - 土産「旬撰倶楽部」
  - おこわ「おこわ米八」
  - 焼鳥「鶏撰」
  - 生鮮品
    - 青果「フレッシュダイトー」
    - 精肉「ニュー・クイック」
    - 鮮魚「魚の北辰」

  - レストラン「牛たん炭焼利久」
  - ベーカリー「アンデルセン」
  - 点心「PAOPAO」
  - 鞄・雑貨「日乃本帆布」
  - 衣服「グラニフ」
  - 揚げかま「日本橋 一平」
  - 和スイーツ「たいやき神田達磨」
  - クレープ・ソフトクリーム「MOMI&TOY'S」
  - 無人販売店舗「蓮田GO」（24時間）[8]
- 給油・給電
  - 【給油】ENEOS（ENEOSウイング、24時間）
    - 移転前は出光興産（丸新石油）が運営していた。

  - 給電スタンド（24時間）
- 生活・暮らし
  - 自動販売機（24時間）
  - ATM「ローソンATM」（24時間）
  - E-NEXCO Wi-Fi SPOT
  - 郵便ポスト
- 休憩
  - パウダーコーナー
  - 喫煙所
- 自動体外式除細動器（AED）
- 車椅子無料貸し出し（24時間）
- 高速道路サービス
  - サービスエリア・コンシェルジェ（8:00 - 20:00）
  - ハイウェイ情報ターミナル
  - スマートIC（24時間）
  - ETC履歴プリンタ（24時間）
  - ハイウェイスタンプ（24時間）
  - ウォークインゲート
- ベビーコーナー（24時間）
- ドッグラン
- ペット専用施設（水飲み場、排泄物用ゴミ箱）

### 下り線（青森方面）
出典：
- 管理：ネクセリア東日本
- 運営：ジャパンフードマネジメント
- 駐車場
  - 大型車 36台
  - 小型車 163台
  - 身障者用 小型車 4台
- トイレ
  - 男性 大8（和式2・洋式6）・小25

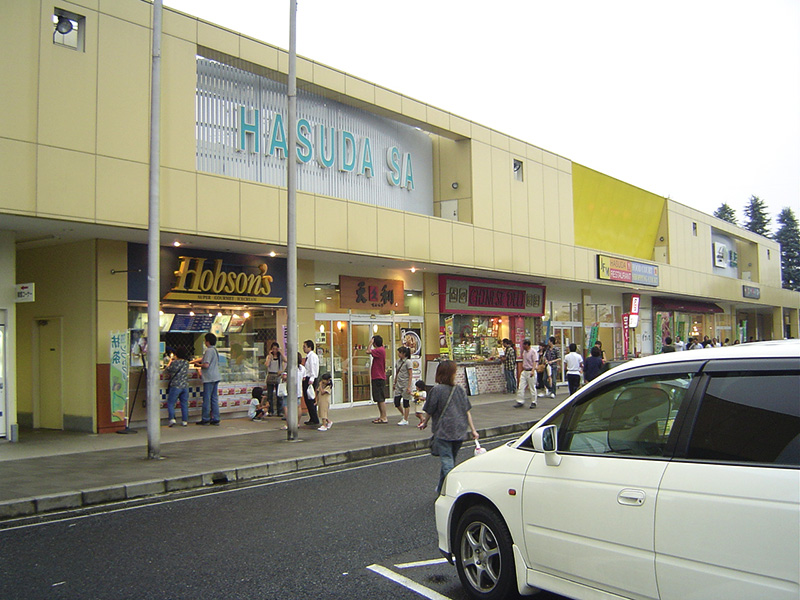
蓮田サービスエリア 下り線側施設（2008年9月）

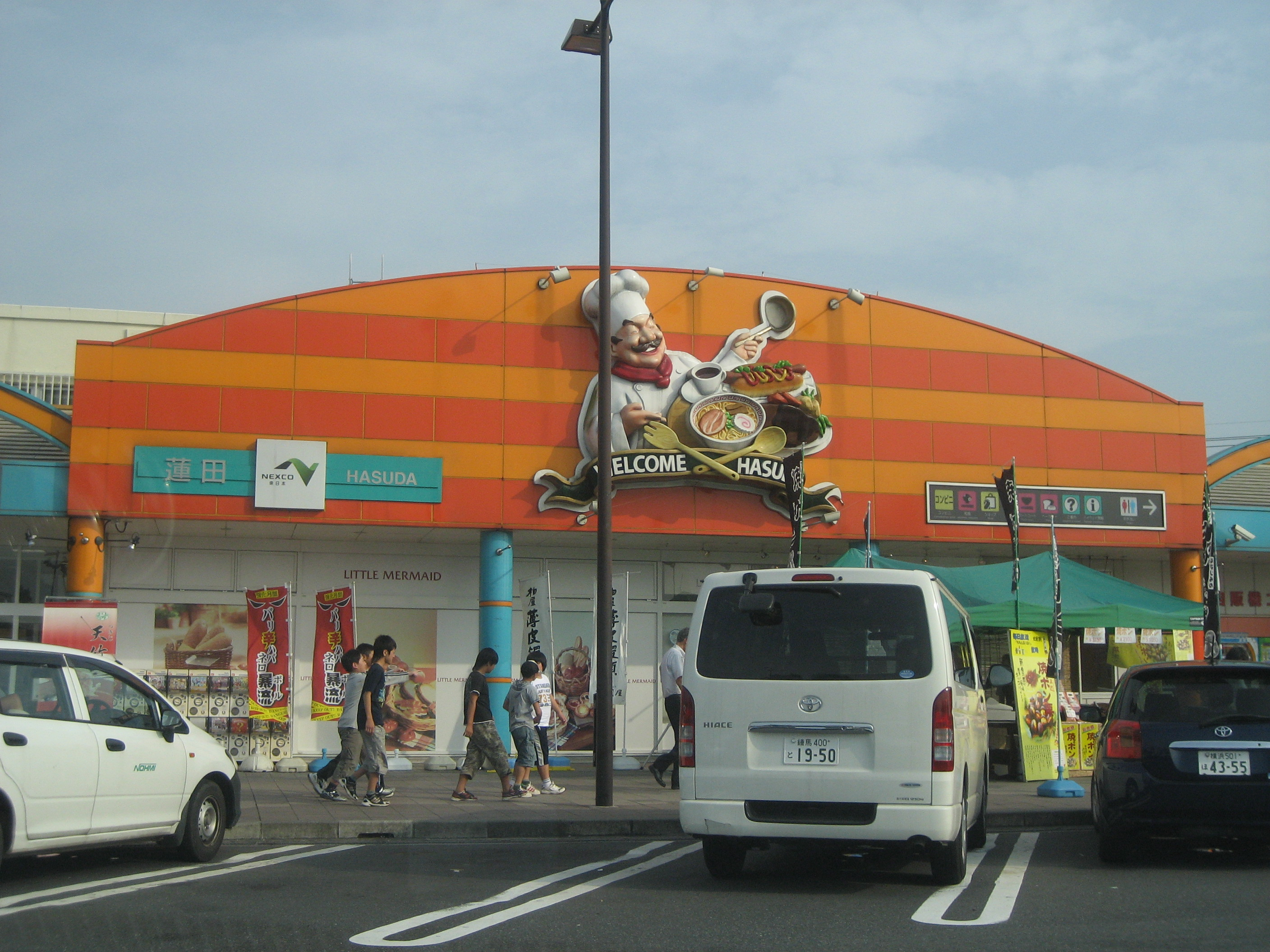
蓮田サービスエリア 旧上り線（下り線施設に改築中）

    - オストメイト対応設備が設置されている[11]。

  - 女性 24（和式4・洋式20）
    - オストメイト対応設備が設置されている[11]。
    - 同伴の男児用 2

  - 身障者用 2
- 軽食・カフェ・レストラン
  - レストラン（7:00 - 22:00）
  - YATAIMESHI（9:00 - 20:00）[12]
  - 蓮の花（10:00 - 23:00）
  - SWEETS&DRINKS（11:00 - 20:00）[12]
  - スナックコーナー（24時間）
  - PIZZA SAVOY（7:00 - 21:00）
  - エクセルシオール カフェ（6:00 - 21:00）
- お土産・産直販売
  - ショッピングコーナー（24時間）
  - ベーカリー神戸屋（6:00 - 21:00）
  - 伊勢・磯揚げまる天（8:00 - 20:00）
  - HIGHWAY Lunch BOX（9:00 - 17:00）[13]
- 給油・給電
  - 【給油】apollostation（イハシエネルギー、24時間）
  - 給電スタンド（24時間）
- 生活・暮らし
  - 自動販売機（24時間）
  - 宝くじコーナー（9:00 - 17:00）
  - ATM「セブン銀行」（24時間）
  - E-NEXCO Wi-Fi SPOT
  - 携帯電話充電器（7:00 - 19:00）
  - 郵便ポスト
- 休憩
  - パウダーコーナー
  - 喫煙所
- 自動体外式除細動器（AED）
- 車椅子無料貸し出し（24時間）
- 高速道路サービス
  - サービスエリア・コンシェルジェ（7:00 - 19:00）
  - ハイウェイ情報ターミナル
  - スマートIC（24時間）
    - 東京方面からの出口のみ、利用する場合は全ての施設が利用不可。

  - ETC履歴プリンタ（24時間）
  - ハイウェイスタンプ（24時間）
- ベビーコーナー（24時間）

## 蓮田スマートインターチェンジ
蓮田スマートインターチェンジ（はすだスマートインターチェンジ）は、蓮田サービスエリア（SA）上に併設されているスマートインターチェンジ。

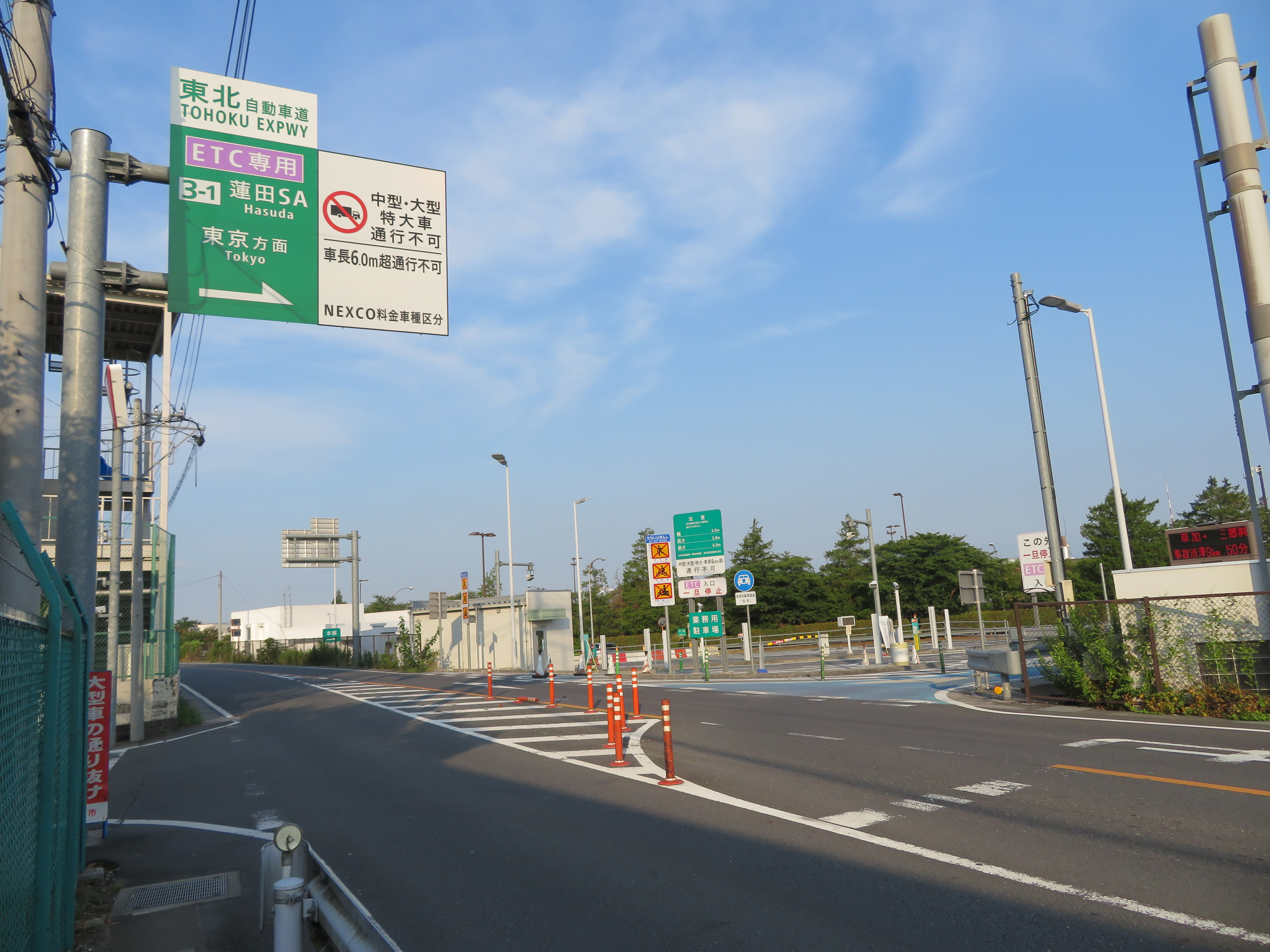
上り線旧入口付近

- 利用可能時間：24時間[14]
- 対応車種

ETC車載器を搭載した全車種（車長12 m以下）（上り線）
ETC車載器を搭載した二輪車、軽自動車、普通車（車長6.0 m以下）（下り線）
- 利用可能方向：東京方面への入口、東京方面からの出口、宇都宮方面からの出口[14][15]

### 概要
近隣の岩槻IC・久喜ICまで若干距離がある上、岩槻IC付近では慢性的な渋滞が見られることから、スマートインターチェンジの東京方面出入口が2012年2月4日に供用開始した。この時点では、上り線東京方面への入口と下り線東京方面からの出口の2か所しか設けられていなかったため、蓮田市は上り線移設に合わせて上り線仙台方面からの出口と、下り線仙台方面への入口の設置を東日本高速道路に要望し、2019年9月27日付でスマートICのフル化が国土交通省より新規事業化された。旧上り線SAに設置されていた上り線入口は、2022年4月24日に上り線出口の供用開始に併せて現上り線SAに移設された。なお、下り線仙台方面への入口は設置されていない（事業中）。
近隣住民からは交通量の増加による公害などが懸念されている。このスマートインターチェンジ設置の内容と住民の反対運動は、TBSテレビの『噂の!東京マガジン』で放送された。

### 歴史
- 2012年（平成24年）2月4日：当SICの供用を開始[16]。
- 2022年（令和4年）4月24日：上り線入口の現SAへの移設と上り線出口の供用を開始し、同時に上り線出入口の利用可能車種が車長12 m以下のETCを搭載した全車種となる[15]。

### 接続する道路

#### 上り線
- 直接接続
  - E4東北自動車道（3-1番）
  - 市道57号線[15]

#### 下り線
- 直接接続
  - E4東北自動車道（3-1番）
  - 埼玉県道162号蓮田白岡久喜線

## 隣
E4 東北自動車道
(3) 岩槻IC - (3-1) 蓮田SA/SIC - (3-2) 久喜白岡JCT - (4) 久喜IC